# پرواز ۱۴۵۵ خطوط هوایی ساوت‌وست
پرواز ۱۴۵۵ خطوط هوایی ساوت‌وست یک پرواز مسافری از فرودگاه بین‌المللی مک کاران، لاس وگاس، نوادا به فرودگاه فرودگاه باب هوپ بربنک، کالیفرنیا بود. که هنگام فرود در ۵ مارس ۲۰۰۰ از باند خارج شد. 
این هواپیما، بوئینگ ۷۳۷ پس از خروج از باند، در خیابان، مجاور پمپ بنزین متوقف شد. هیئت ملی ایمنی حمل و نقل دریافت که این حادثه به دلیل تلاش خلبانان برای فرود با سرعت زیاد بوده‌است. آنها همچنین دریافتند که کنترلر ترافیک هوایی آنها را در موقعیتی قرار داده‌است که تنها گزینه آنها گردش باند بوده است. دو نفر از مسافران به شدت مجروح شدند و تعداد زیادی نیز صدمات جزئی متحمل شدند. 
در نتیجه این حادثه، فرودگاه یک سیستم متوقف کننده مواد مهندسی شده (EMAS) را در انتهای شرقی باند حادثه نصب کرد. این حادثه دهمین از رده خارج شدن یک بوئینگ 737-300 بود. این اولین حادثه جدی در تاریخ ۲۹ ساله شرکت هواپیمایی بود.